# Earl of Aylesford

Wappen der Earls of Aylesford

Earl of Aylesford, in the County of Kent, ist ein erblicher britischer Adelstitel in der Peerage of Great Britain.

## Verleihung
Am 19. Oktober 1714 wurde der Titel für den Juristen und Politiker Heneage Finch, 1. Baron Guernsey geschaffen. Er war ein jüngerer Sohn des 1. Earl of Nottingham. Bereits am 15. März 1703 war ihm in der Peerage of England der fortan nachgeordnete Titel Baron Guernsey verliehen worden.
Heutiger Titelinhaber ist sein Nachfahre Charles Finch-Knightley als 12. Earl.

## Liste der Earls of Aylesford (1714)
- Heneage Finch, 1. Earl of Aylesford (1649–1719)
- Heneage Finch, 2. Earl of Aylesford (1683–1757)
- Heneage Finch, 3. Earl of Aylesford (1715–1777)
- Heneage Finch, 4. Earl of Aylesford (1751–1812)
- Heneage Finch, 5. Earl of Aylesford (1786–1859)
- Heneage Finch, 6. Earl of Aylesford (1824–1871)
- Heneage Finch, 7. Earl of Aylesford (1849–1885)
- Charles Finch, 8. Earl of Aylesford (1851–1924)
- Heneage Finch, 9. Earl of Aylesford (1908–1940)
- Charles Finch-Knightley, 10. Earl of Aylesford (1886–1958)
- Charles Finch-Knightley, 11. Earl of Aylesford (1918–2008)
- Charles Finch-Knightley, 12. Earl of Aylesford (* 1947)

Titelerbe (Heir apparent) ist der Sohn des aktuellen Titelinhabers, James Finch-Knightley, Lord Guernsey (* 1985).